# Чил аут
Чил аут, чилаут (на английски: chill out) или лаундж (на английски: lounge) е стил в електронната музика, възникнал през 90-те години на 20 век. Произлиза от дръм енд бейс, ембиънт и европейска класическа музика. В началото се разпространява предимно във Великобритания и Южна Америка.
Чилаут е стил в електронната музика, името на който е произлязъл от английска жаргонна дума, означаваща разпускане.
Заражда се в началото на 1990 година. Стилът през този период е сравнително сдържан и бавен. По това време излизат няколко основополагащи албума с добавка „чил аут“ в заглавието. Тези албуми са тясно свързани също със стиловете даунтемпо, хип-хоп, бавни варианти на хаус, ню джаз, сайбиънт и лаундж. Стилът чилаут е повлиян и от транс и амбиент музиката.
Терминът чилаут основно се използва за определение на разтоварваща музика. Това е музика за отпускане, релаксация, медитиране и възстановяване на загубената енергия. Чилаут е музика, звучаща на места, известни като световен център за забавление – плажовете на Копа Кабана, Ибиса, Сен Тропе, Бали, Хаваите, Мавритания и др. Музика в стил чил-аут правят изпълнители като Chambao, Cafe del mar, Enigma.
В дискотеките по това време и в съвремието съществуват специални чил-аут стаи, където се пуска бавна и релаксираща електронна музика, което дава възможност на посетителите да си починат от непрестанните танци. В тези стаи или помещения са поместени специални удобни мебели и столове, съчетани с психеделични светлинни ефекти и прожектиращи картини.

## История
За един от новаторите в стила е считана британската група The Durutti Column. Многобройните издадени сингли и компилации през 90-те години помагат на стилът да се разграничи като самостоятелен и близък до хаус музиката, даунтемпо и трип хопа. През 21 век заедно с музиката се оформят и специални клубове, мода и чил аут култура. Ministry of Sound в Лондон и Ибиса са известни с многото си чил аут партита. Поради появата на голям брой сетове и компилации, носещи думите „чил аут“ или само „чил“, през 2005 г. стилът е признат от всички британски списания и класации.